# انتونیو ناواس
انتونیو ناواس (انگلیسی: Antonio Navas؛ زادهٔ ۱۳ فوریهٔ ۱۹۹۵) بازیکن فوتبال اهل اسپانیا است.
از باشگاه‌هایی که در آن بازی کرده‌است می‌توان به باشگاه فوتبال آلمریا اشاره کرد.